# Мика Зайкова
Мика Михайлова Зайкова е български икономист, синдикалист, народен представител в XLV народно събрание и XLVI народно събрание.

## Биография
Мика Зайкова е родена на 2 февруари 1942 г. в София, Царство България. Завършва Минно-геоложкия институт, специалност „Минен инженер“. По-късно и икономика в Икономически Институт „Карл Маркс“ (дн. УНСС) със специалност „Планиране“.
Зайкова работи от 1964 до 1967 г. в ТЕЦ „Марица-изток 1“ като инженер. Между 1967 и 1981 г. е проектант в ИПП „Заводпроект“.
От 1981 до 1989 г. е експерт в Комитета по химия и металургия. През периода 1989 – 1994 г. е началник управление в Комитета по промишлеността. От 1994 до 2017 г. е икономически съветник на президента на Конфедерация на труда „Подкрепа“.
През годините е чест гост в медиите, коментирайки икономическата политика на правителствата на България.
От 2019 г. е активен участник в предаванията на 7/8 ТВ – „Вечерното шоу на Слави Трифонов“, „Студио Хъ“ и други. Слави Трифонов я кани като водач на листата на партията му, „Има такъв народ“, в 24 МИР София.
На парламентарните избори през април 2021 г. партията печели две места в избирателния район, съответно Зайкова влиза в парламента. Като най-възрастен присъстващ народен представител, 79-годишната Зайкова открива на 15 април 2021 г. първото заседание на XLV народно събрание. Тя е и първата жена, която открива първото заседание.
На парламентарните избори през юли 2021 г. Зайкова е водач на листата на ИТН в 22 МИР Смолян, както и е втора в листата на партията в 29 МИР Хасково. Избрана е за депутат и от двете места, предпочита да влезе в Народното събрание от Смолян. Като най-възрастен народен представител, Зайкова открива и XLVI народно събрание.
На парламентарните избори през ноември 2021 г. Зайкова отново е водач на листата на ИТН в 22 МИР Смолян, но партията не печели депутатско място от този многомандатен избирателен район.